# Take Control
Green Light je píseň britské grime skupiny Roll Deep. Píseň pochází z jeho pátého studiového alba Winner Stays On. Stouto písní jim vypomohla britská zpěvačka Alesha Dixon.

## Hitparáda
| Země           | Umístění |
| -------------- | -------- |
| Velká Británie | 29       |
| Skotsko        | 27       |